# Hydriomena taylori
Hydriomena taylori là một loài bướm đêm trong họ Geometridae.